# Сигнёль, Анна
Анна Сигнёль (швед. Anna Signeul; род. 20 мая 1961, Фалун) — шведская футболистка, тренер.

## Биография
Анна родилась и выросла в шведском Фалуне. В детстве занималась многими видами спорта. Будучи ярой болельщицей «Гётеборга», решила попробовать свои силы в футболе. С 1972 года она выступала за ФК «Фалу». В высшей лиге шведского женского футбола она в общей сложности провела 240 матчей.Несмотря на несколько вызовов в состав национальной сборной Швеции, за первую команду страны Сигнёль так и не сыграла.
Тренерская карьера Анны стартовала в начале 80-х, какое-то время она была играющим тренером. Тренировала ряд шведских клубов. С 1996 года работала с юношескими сборными Швеции. 1 марта 2005 года возглавила национальную команду Шотландии. В январе 2017 года она объявила, что по окончании Евро 2017 в Нидерландах, куда шотландки пробились впервые, возглавит сборную Финляндии.